# Tropidophorus cocincinensis
Tropidophorus cocincinensis — вид сцинкоподібних ящірок родини сцинкових (Scincidae). Мешкає в Індокитаї.

## Поширення і екологія
Tropidophorus cocincinensis мешкають в центральному В'єтнамі і Лаосі, на півночі Камбоджі, зокрема в національному парку Пном-Кулен у провінції Сіємреап, а також в провінції Сурін на південному сході Таїланду. Вони живуть у вологих рівнинних тропічних лісах, серед скель на берегах струмків. Є яйцеживородними.